# ریموند ویلیام پستگیت
ریموند ویلیام پستگیت (انگلیسی: Raymond Postgate؛ ۶ نوامبر ۱۸۹۶ – ۲۹ مارس ۱۹۷۱) روزنامه‌نگار، مورخ، زندگی‌نامه‌نویس، و نویسنده اهل بریتانیا بود.